# Paul Ssemogerere
Paul Ssemogerere, né le 11 février 1932 au protectorat de l'Ouganda et mort le 18 novembre 2022 à Kampala (Ouganda), est un homme politique ougandais.

## Biographie
Paul Ssemogerere a été le chef du Parti démocrate en Ouganda de 1980 à 2005, et ministre des Affaires étrangères de l'Ouganda entre 1988 et 1994.